# Cănești
Cănești – wieś w Rumunii, w okręgu Buzău, w gminie Cănești. W 2011 roku liczyła 206 mieszkańców.